# Klas Anders Moring
Klas Anders Moring, född 19 januari 1874 i Helsingfors, död där 10 januari 1928, var en finländsk jurist.
Moring blev filosofie magister 1897, juris doktor 1908 och professor i ekonomisk rätt vid Helsingfors universitet 1909. Hans förnämsta arbeten är Om vattenverk enligt finsk rätt (I–II, 1908), Om delning af jordlägenheter (i "Juridiska föreningens tidskrift", 1911), Finsk näringsrätt (1914), Arbetsgivares och fartygsredares ansvarighet för kroppsskada, som drabbar arbetare och sjömän, enligt finsk rätt (1914), Jordlagstiftningen, vattenrätten samt lagstiftningen om jordbruket och dess bisysselsättningar (1914) och Finlands skiftesrätt (I, 1922; II, 1924).